# (73475) 2002 PV1
(73475) 2002 PV1 – planetoida z pasa głównego asteroid okrążająca Słońce w ciągu 7,82 lat w średniej odległości 3,94 j.a. Odkryta 5 sierpnia 2002 roku.